# Arkkitehtitoimisto ALA
Le cabinet d'architectes ALA (finnois : Arkkitehtitoimisto ALA) est un cabinet d'architectes du quartier de Kamppi à Helsinki en Finlande.

## Présentation
Le cabinet est fondé en 2005 par Juho Grönholm (fi), Antti Nousjoki (fi) et Samuli Woolston (fi).

## Ouvrages
- Bibliothèque centrale d'Helsinki Oodi, 2018
- Kilden (fi), Kristiansand, 2011
- Théâtre municipal de Kuopio, rénovation et extension, 2014
- Nouveau théâtre municipal de Lappeenranta, 2015
- Station de métro Université Aalto, Espoo, 2017
- Station de métro Keilaniemi, Espoo, 2017
- Ambassade de Finlande en Inde, rénovation, New Delhi, 2018
- Dipoli, rénovation, Espoo, 2017
- Hall de départ et d'arrivée de l'aéroport Helsinki-Vantaa, 2017

## Galerie

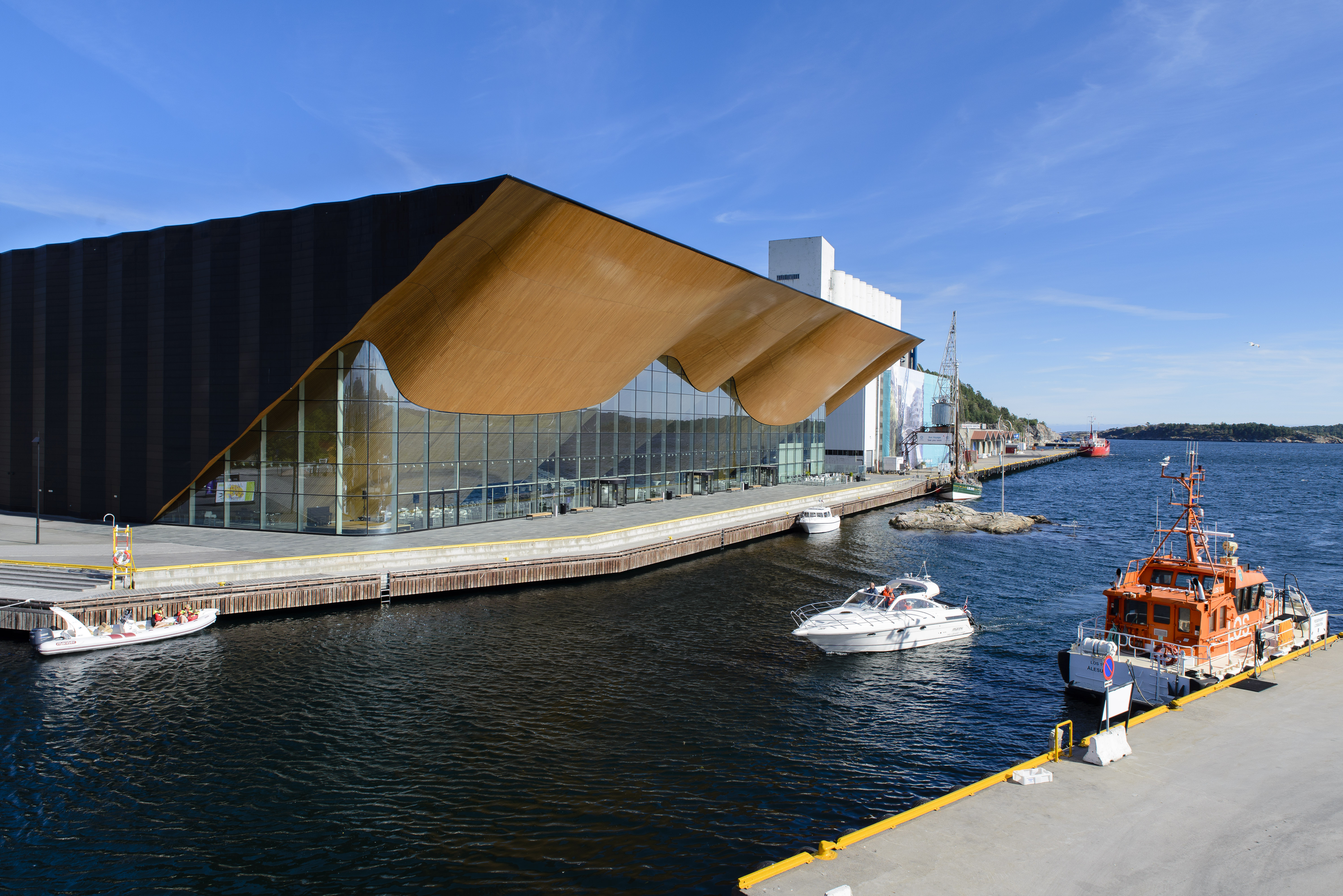
Kilden (fi),
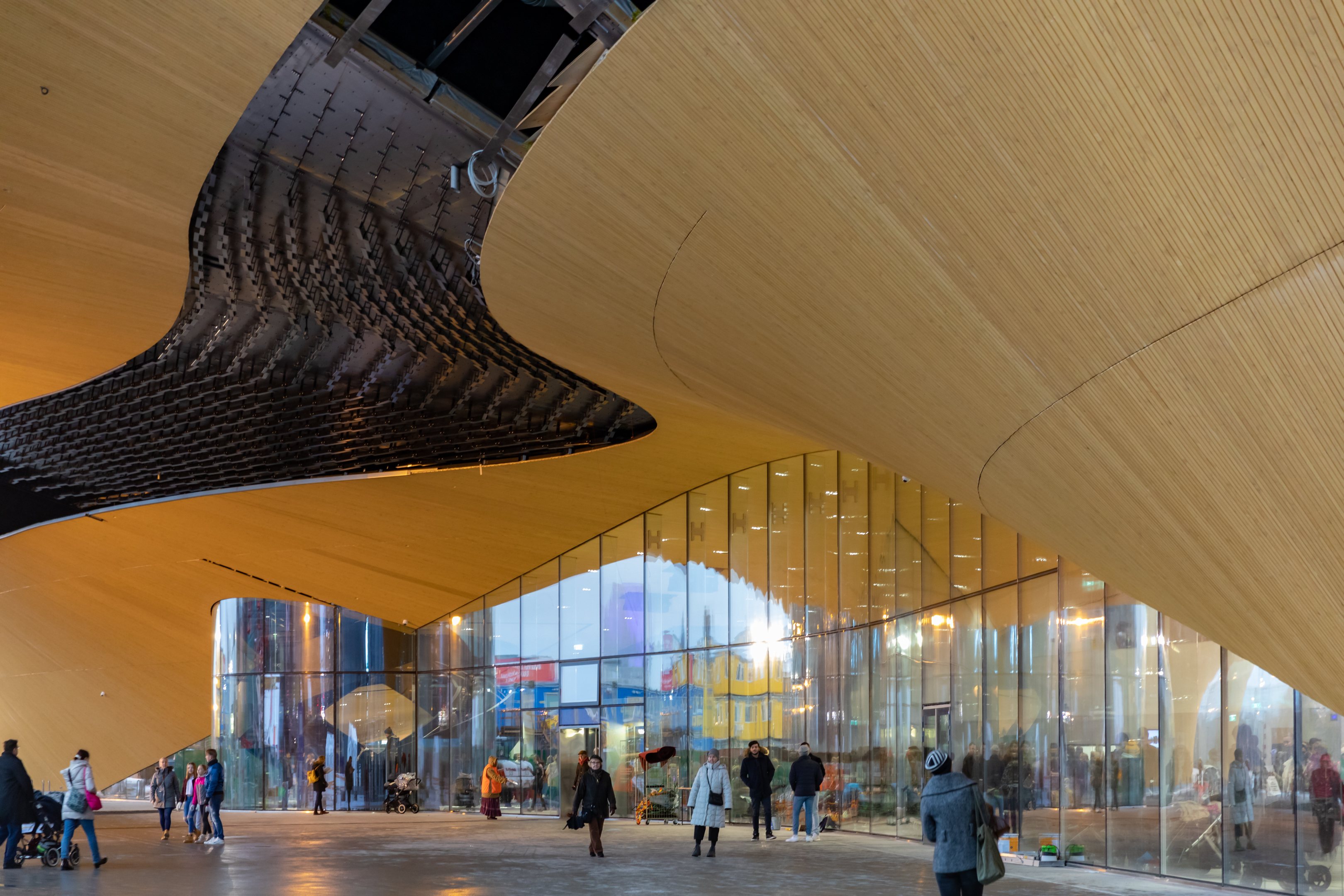
Oodi
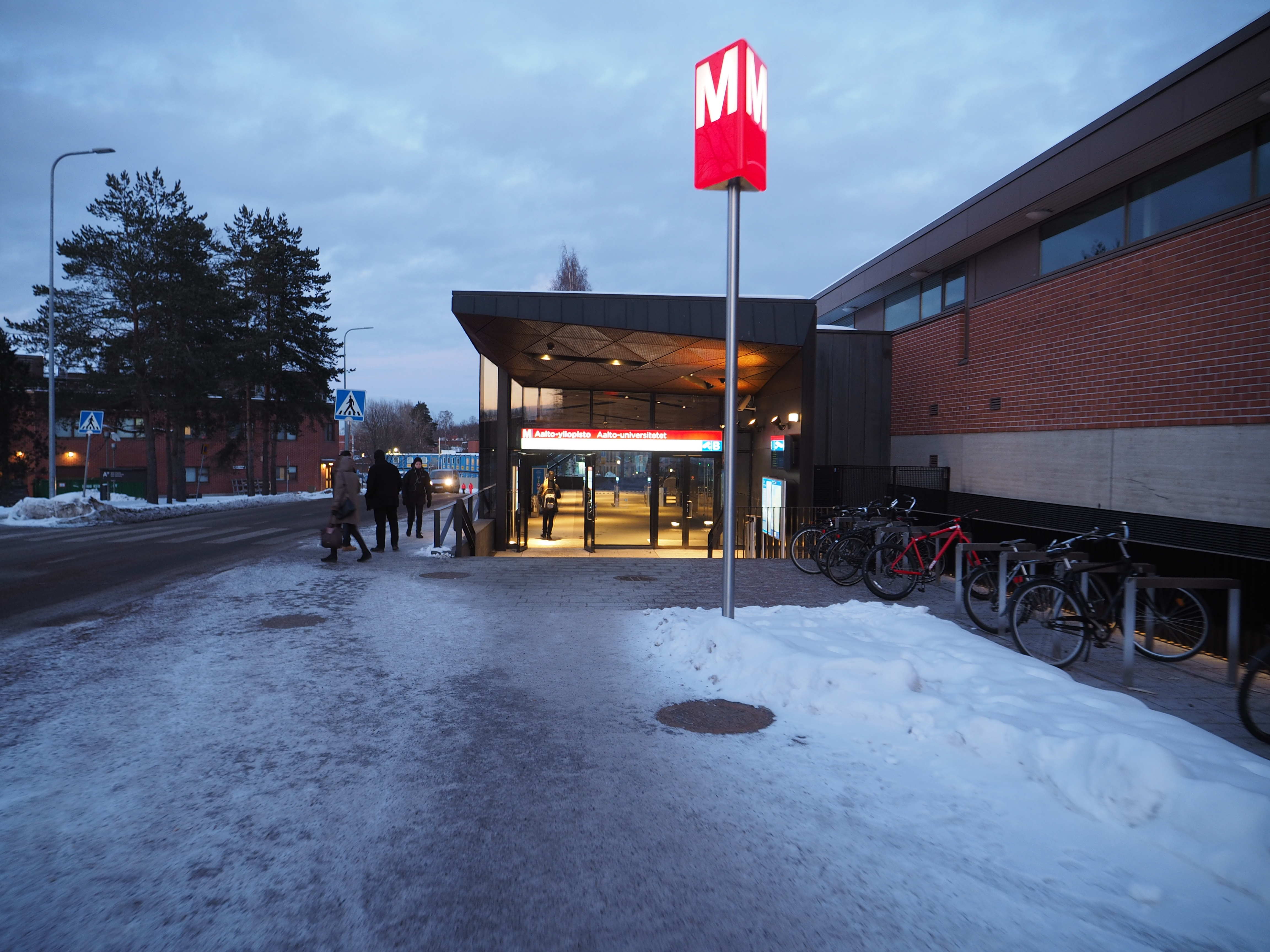
Station Université Aalto